# Hermann Tomasgaard
Hermann Tomasgaard, né le 4 janvier 1994 à Lørenskog, est un skipper norvégien. Il a remporté la médaille de bronze olympique en Laser en 2020. 

## Palmarès
- Jeux olympiques de 2020 : 
  -  Médaille de bronze en Laser